# Rebecca Hall
Rebecca Maria Hall (Londen, 3 mei 1982) is een Britse actrice.

## Levensloop
Hall is de dochter van de Britse toneel- en operaregisseur Sir Peter Hall (1930-2017) en de Amerikaanse operazangeres Maria Ewing (1950-2022). Ze maakte in 1992 haar acteerdebuut als Sophy in de vierdelige Brits-Australische miniserie The Camomile Lawn. Een jaar later was ze te zien als Lizzie Neil in haar eerste televisiefilm, Don't Leave Me This Way. Halls eerstvolgende filmrol volgde dertien jaar later, toen ze in Starter for 10 debuteerde op het witte doek.
Ze werd in 2009 genomineerd voor een Golden Globe voor haar hoofdrol als Vicky in de romantische dramafilm Vicky Cristina Barcelona. Verschillende andere prijzen werden haar daadwerkelijk toegekend, waaronder een BAFTA Award voor haar bijrol in het misdaaddrama Red Riding: In the Year of Our Lord 1974 uit 2009, een National Board of Review Award samen met de gehele cast van het misdaaddrama The Town (2010) en een Film Independent Spirit Award samen met de gehele cast van de tragikomedie Please Give (2010).

## Filmografie
Als regisseur en scenariste
- Passing (film) (2021)

Als actrice (exclusief televisiefilms)
- Peter Hujar's Day (2025) - Linda Rosenkrantz
- Godzilla x Kong: The New Empire (2024) - Ilene Andrews
- Resurrection (2022) - Margaret
- The Listener (2022) - Laura (stem)
- With/In (segment: "Mother!!") (2021)
- Godzilla vs. Kong (2021) - Dr. Ilene Andrews
- The Night House (2020) - Beth
- A Rainy Day in New York (2019) - Connie
- Teen Spirit (2018) - Jules
- Holmes & Watson (2018) - Dr. Grace Hart
- Permission (2017) - Anna
- Professor Marston and the Wonder Women (2017) - Elizabeth Marston
- The Dinner (2017) - Katelyn Lohman
- Christine (2016) - Christine Chubbuck
- The BFG (2016) - Mary
- Thumbledown (2015) - Hannah
- The Gift (2015) - Robyn Callem
- Transcendence (2014) - Evelyn Caster
- A Promise (2013) - Charlotte Hoffmeister
- Closed Circuit (2013) - Claudia Simmons-Howe
- Iron Man 3 (2013) - Maya Hansen
- Lay the Favorite (2012) - Beth Raymer
- The Awakening (2011) - Florence Cathcart
- A Bag of Hammers (2011) - Melanie
- Everything Must Go (2010) - Samantha
- The Town (2010) - Claire Keesey
- Please Give (2010) - Rebecca
- Dorian Gray (2009) - Emily Wotton
- Red Riding: In the Year of Our Lord 1974 (2009) - Paula Garland
- Frost/Nixon (2008) - Caroline Cushing
- Vicky Cristina Barcelona (2008) - Vicky
- The Prestige (2006) - Sarah Borden
- Starter for 10 (2006) - Rebecca Epstein

## Televisieseries
*Exclusief eenmalige gastrollen
- Parade's End - Sylvia Tietjens (2012, vijf afleveringen)
- The Camomile Lawn - Sophy (1992, vier afleveringen - miniserie)
- The Loop - Loretta (2019, vijf afleveringen)

- Biblioteca Nacional de España: XX5252682
- Bibliothèque nationale de France: cb165550034 (data)
- Gemeinsame Normdatei: 143341936
- International Standard Name Identifier: 0000 0001 0999 2032
- Library of Congress Control Number: no2007021351
- Nationale Bibliotheek van Letland: 000252703
- Nationale Bibliotheek van Tsjechië: xx0062915
- Nationale Bibliotheek van Israël: 987007426798905171
- Nationale Bibliotheek van Polen: a0000003804349
- Nederlandse Thesaurus van Auteursnamen: 356610055
- Système universitaire de documentation: 15038307X
- Virtual International Authority File: 94280377
- WorldCat: E39PBJfWTxvVFTtwhBx4cBh4MP